# Lithobius allotyphlus
Lithobius allotyphlus är en mångfotingart som beskrevs av Filippo Silvestri 1908. Lithobius allotyphlus ingår i släktet Lithobius och familjen stenkrypare.
Artens utbredningsområde är:
- Frankrike.
- Spanien.

Inga underarter finns listade i Catalogue of Life.